# Stockholm (tätort)
För andra betydelser, se Stockholm (olika betydelser).

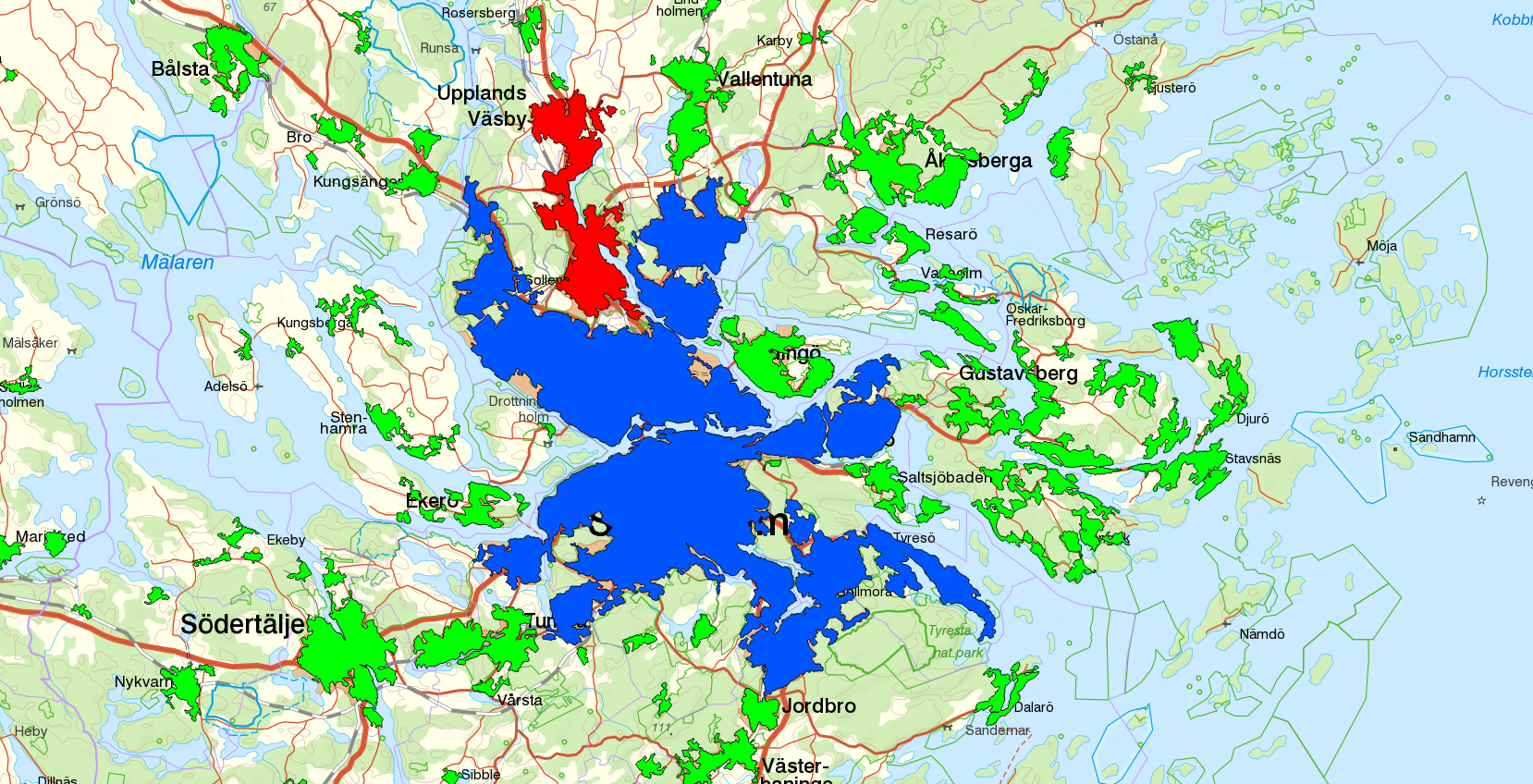
Stockholms tätort i blått, den 2015 ny-utbrutna tätorten Sollentuna och Upplands Väsby i rött.

Stockholm är en kommungränsöverskridande tätort, huvudsakligen belägen i Stockholms kommun i Stockholms län men även innefattande delar av 11 angränsande kommuner på gränsen mellan Uppland och Södermanland. Inom tätorten finns centralortsfunktionen för tio kommuner och ytterligare en kommun, Botkyrka kommun, har bebyggelse som ingår i tätorten. Stockholm är både Sveriges och Nordens största tätort med 1 652 895 invånare (2023).

## Utbredning
Stockholm är landets såväl ytmässigt största som befolkningsrikaste tätort och den som sträcker sig över störst antal kommuner (12 st). Tätorten omfattar övervägande delen av Stockholms kommun och större delen av dess förortsområde. Genom att det i Statistiska centralbyråns (SCB) definition av en tätort ingår att avståndet mellan bebyggelsedelar ska vara högst 200 meter faller vissa relativt närbelägna områden utanför och utgör i stället egna tätorter. Exempel på detta är bebyggelsen på Lidingö, liksom småorten Geber i Stockholms kommun.
Tätorten har vuxit fram under en lång tid genom att ny bebyggelse fogats till äldre, samt genom att tidigare separata tätorter vuxit samman. Tätorten Stockholm är inte detsamma som Storstockholm, som är ett större område (numera utgörande samma område som Stockholms län).
Tätorten Stockholm avgränsas i väster av Mälaren och i nordväst av Stäket. Järvafältet utgör en så kallad grön kil (obebyggt område) som sträcker sig ned mot bland annat Kista och Rinkeby. I norr sträcker sig den sammanhängande tätbebyggelsen upp till Sollentuna kommun (som dock innan tätortsavgränsningen 2015 ingick i tätorten). I nordost omfattar tätorten området till och med den tidigare tätorten Täby. I öster avgränsas den av fjärden Lilla Värtan, som är så bred att bebyggelsen på Lidingö räknas som egna tätorter. Bebyggelsen i Nacka fram till och med Boo räknas in i tätorten. Nackareservatet och Järlasjön utgör en grön kil som avskiljer Hästhagen, Fisksätra och Saltsjöbaden som egna tätorter. I sydost sträcker sig den sammanhängande bebyggelsen längs Nynäsbanan ned till Handen. Jordbro utgör en söder därom liggande egen tätort. All tätbebyggelse i Tyresö kommun ingår även i tätorten samt all tätbebyggelse (utom Vidja och Gladö kvarn) i Huddinge kommun. I sydväst sträcker sig två "fingrar" längs järnvägen och tunnelbanan som avgränsas av Tullinge respektive Norsborg (båda ingående i tätorten).

### Territoriell utökning
Tätortens yta har hela tiden utökats, dels genom bebyggelse på tidigare obebyggd mark i områdets utkanter, dels genom att tidigare separata tätorter växt samman med Stockholm. Dessa data uppdateras i samband med den tätortsavgränsning som SCB gör vart femte år.
- 1960: De tidigare tätorterna Hässelby villastad med Skälby, Södertörns villastad med Ågesta, Barkarby, Trångsund med Stortorp, Glömsta, Nacka, Ursvik, Järva, Bergshamra, Djursholm med Stocksund och Danderyd, Kevinge med Mörby sjukhus, Solgård, Vikdalen med Augustendal, Råstahem med Agnesberg, Frösunda bildade tillsammans med Stockholm med Sundbyberg, Solna, Huddinge och Henriksdal tätorten Stockholm.[5]
- 1970: De tidigare tätorterna Flemingsberg, Jakobsberg och Tullinge gick upp i Stockholms tätort.
- 1975: De tidigare tätorterna Alby, Bollmora, Fittja, Handen, Kallhäll och Norsborg gick upp i Stockholms tätort.
- 1980: Den tidigare tätorten Stäket gick upp i Stockholms tätort.
- 1995: De tidigare tätorterna Sollentuna och Tyresö gick upp i Stockholms tätort.
- 2015: Den tidigare tätorten Täby gick upp i Stockholms tätort. Samtidigt bröts Sollentuna med mera ut och tätorten Upplands Väsby och Sollentuna bildades.

### Före 1960
Statistiska centralbyrån har sedan 1890 gjort undersökningar om tätortsliknande bebyggelser. I samband med detta har man publicerat data som beskriver stadsbebyggelse utan hänsyn till administrativa gränser. I uppgifterna för Stockholm har man beskrivit att sådan bebyggelse omfattar:
- 1900: Stockholm, med Sundbyberg, Dufbo, Hufvudsta, Hagalund, Stocksund, Djursholm, Liljeholmen och en mindre del av Nacka socken.
- 1950: "Stockholm med Sundbyberg, Solna, Huddinge och Henriksdal".[6]

## Kommunfördelning
Tätorten Stockholms befolkning av cirka 1,5 miljoner invånare fördelar sig på följande sätt över de tolv kommuner inom vars gränser någon del av tätorten är belägen:
| Kommun             | Area (hektar) | Befolkning (2020) | Områden som ingår i tätorten Stockholm                                                                                         |
| ------------------ | ------------- | ----------------- | --- |
| Stockholms kommun  | 16 605        | 953 131           | All tätbebyggelse utom Norra Järva.                                                                                            |
| Huddinge kommun    | 4 723         | 111 020           | All tätbebyggelse utom Vidja, Gladö kvarn och Östorp och Ådran.                                                                |
| Nacka kommun       | 4 291         | 90 218            | Boo, Kummelnäs, Sicklaön och Älta, men ej Hästhagen, Fisksätra, Kil, Saltsjöbaden och Älgö som var och en utgör egna tätorter. |
| Solna kommun       | 1 593         | 85 411            | Hela kommunen utom Sörentorp med före detta Polishögskolan                                                                     |
| Järfälla kommun    | 2 640         | 86 106            | All tätbebyggelse |
| Botkyrka kommun    | 1 862         | 59 737            | Norra Botkyrka och Tullinge |
| Haninge kommun     | 2 292         | 60 365            | Handen, Brandbergen, Norrby, Söderby, Vega och Vendelsö-Gudö                                                                   |
| Tyresö kommun      | 3 692         | 49 139            | All tätbebyggelse |
| Sundbybergs kommun | 672           | 55 910            | All tätbebyggelse |
| Täby kommun        | 2 385         | 65 534            | All tätbebyggelse utom Täby kyrkby och Arninge                                                                                 |
| Danderyds kommun   | 2 591         | 31 975            | All tätbebyggelse utom Tranholmen                                                                                              |
| Sollentuna kommun  | 161           | 4 349             | Sjöberg och Kärrdal |

## Befolkningsutveckling
| Befolkningsutvecklingen i Stockholm 1950–2020 | Befolkningsutvecklingen i Stockholm 1950–2020 | Befolkningsutvecklingen i Stockholm 1950–2020 | Befolkningsutvecklingen i Stockholm 1950–2020 | Befolkningsutvecklingen i Stockholm 1950–2020 |
| --- | --------------------------------------------- | --------------------------------------------- | --------------------------------------------- | --------------------------------------------- |
| |                                               |                                               |                                               |                                               |
| År |                                               |                                               | Folkmängd                                     | Areal (ha)                                    |
| 1900 | 1900                                          |                                               | 315 347                                       | †                                             |
| 1950 | 1950                                          |                                               | 814 850                                       | ##                                            |
| 1960 | 1960                                          |                                               | 957 655                                       | 25 965                                        |
| 1965 | 1965                                          |                                               | 962 306                                       | 26 897                                        |
| 1970 | 1970                                          |                                               | 973 392                                       |                                               |
| 1975 | 1975                                          |                                               | 995 296                                       |                                               |
| 1980 | 1980                                          |                                               | 989 424                                       |                                               |
| 1990 | 1990                                          |                                               | 1 040 907                                     | 34 093                                        |
| 1995 | 1995                                          |                                               | 1 148 953                                     | 37 360                                        |
| 2000 | 2000                                          |                                               | 1 212 179                                     | 37 552                                        |
| 2005 | 2005                                          |                                               | 1 252 020                                     | 37 730                                        |
| 2010 | 2010                                          |                                               | 1 372 565                                     | 38 163                                        |
| 2015 | 2015                                          |                                               | 1 515 017                                     | 41 401                                        |
| 2020 | 2020                                          |                                               | 1 617 407                                     | 42 243                                        |
| Anm.: Sammanvuxen med Flemingsberg, Jakobsberg och Tullinge 1970, med Alby, Bollmora, Fittja, Handen, Kallhäll och Norsborg 1975, med Stäket 1980, med Sollentuna och Tyresö 1995, med Boo, Brevikshalvön, Gimmersta, Kummelnäs (utbruten igen från 2018), Raksta, Sjöberg, Täby och Älta 2015. Sollentuna och Upplands Väsby utbruten 2015.Kummelnäs uppgått 2020. † Stad med förstäder 1900. ## Som tätort/befolkningsagglomeration 1920–1950. |                                               |                                               |                                               |                                               |